# Tadeusz Stoklasa
Tadeusz Stoklasa (ur. 24 czerwca 1896 w Zaleszczykach, zm. 25 maja 1968 w Salisbury) – komandor dyplomowany Polskiej Marynarki Wojennej, działacz społeczny.

## Życiorys
W 1906 rozpoczął naukę w gimnazjum klasycznym OO. Jezuitów. 3 maja 1922 roku został zweryfikowany w stopniu porucznika marynarki ze starszeństwem z 1 czerwca 1919 roku i 13. lokatą w korpusie rzeczno-brzegowym. W 1923 roku był oficerem flagowym Dywizjonu Torpedowców. W 1924 roku pełnił funkcję oficera flagowego Dowództwa Floty. 3 maja 1926 roku został mianowany kapitanem marynarki ze starszeństwem z 1 lipca 1925 roku i 7. lokatą w korpusie oficerów morskich. W 1928 roku pełnił służbę w Kierownictwie Marynarki Wojennej w Warszawie. 12 marca 1933 został mianowany komandorem podporucznikiem ze starszeństwem z 1 stycznia 1933 i 4. lokatą w korpusie oficerów morskich. W latach 1934–1935  kierownik II Kursu Oficerów Sygnałowych. Od 16 listopada 1935 roku był komendantem Centrum Wyszkolenia Specjalistów Floty. 10 października 1937 roku został komendantem Szkoły Podchorążych Marynarki Wojennej w Toruniu, a września następnego roku w Bydgoszczy. Jednocześnie, od 7 stycznia 1938 roku do 31 marca 1939 roku był kierownikiem Wyższego Kursu Taktycznego. 1 sierpnia 1939 roku został attaché morskim przy Ambasadzie RP w Londynie.
Od 1944 członek wojskowej Komisji Studiów nad Zagadnieniem Rozejmu i Pokoju przy Sztabie Naczelnego Wodza. 28 czerwca 1946 uzyskał dyplom kapitana żeglugi wielkiej. W latach 1954–1968 prezes Stowarzyszenia Polaków w Federacji Rodezji i Niasy (Południowej Rodezji), a także był prezesem założonego przez siebie Stowarzyszenia Polskich Kombatantów. Zmarł 25 maja 1968 i po śmierci został pochowany w Salisbury.

## Ordery i odznaczenia
- Srebrny Krzyż Zasługi (10 listopada 1928)[7][1]
- Medal Pamiątkowy za Wojnę 1918–1921[1]
- Medal Dziesięciolecia Odzyskanej Niepodległości[1]
- Srebrny Medal za Długoletnią Służbę[1]
- Brązowy Medal za Długoletnią Służbę[1]
- Odznaka pamiątkowa „Orlęta”[1]
- Krzyż Oficerski Orderu Miecza (Szwecja)[1]
- Krzyż Oficerski Orderu Imperium (Wielka Brytania)[1]
- Krzyż Kawalerski Orderu Korony Włoch (Włochy)[5]
- Medal Wojny 1939-45 (Wielka Brytania)[1]
- Medal Obrony (Wielka Brytania)[1]
- Srebrny Medal Waleczności (Austro-Węgry)[1]
- Krzyż Wojskowy Karola (Austro-Węgry)[1]